# Binnenschifffahrtsfunk

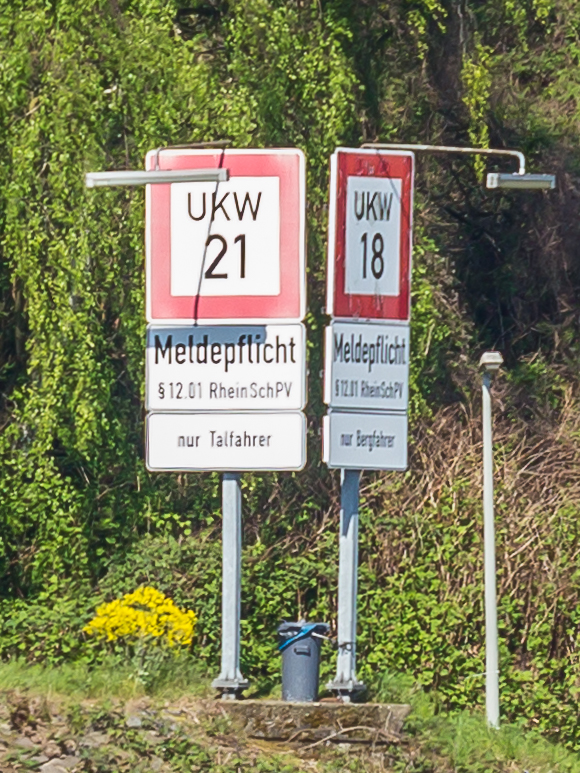
Schifffahrtszeichen B.11b „Gebot Sprechfunk auf dem angegebenen Kanal zu benutzen“ auf dem Rhein bei Oberwinter

Der Binnenschifffahrtsfunk ist eine Funkanwendung des mobilen Funkdienstes oder des mobilen Landfunkdienstes. Sie dient der Funk-Kommunikation in der Binnenschifffahrt im Frequenzbereich von 156,025 – 162,025 MHz.

## Funkbetriebszeugnis
Die Regionale Vereinbarung über den Binnenschifffahrtsfunk regelt, dass man das UKW-Sprechfunkzeugnis für den Binnenschifffahrtsfunk (Abkürzung: UBI) benötigt, um eine Schiffs- oder Landfunkstelle betreiben zu dürfen, sofern man nicht über ein vor 2003 ausgestelltes Funkbetriebszeugnis verfügt, das die Berechtigung zum Binnenschifffahrtsfunk beinhaltet. Daneben ist eine Nummernzuteilung der BNetzA (bis 1. Juni 2013 Frequenzzuteilungsurkunde) und eine für den Binnenschifffahrtsfunk zugelassene Funkanlage notwendig.

## ATIS
Im Binnenschifffahrtsfunk sind entsprechende Funkgeräte notwendig, die nach jeder Aussendung eine ATIS-Kennung aussenden. Das ATIS-Signal kann dann von Funkstellen auf einem Empfangsdisplay sichtbar gemacht werden und besteht aus einer Landeskennung und dem codierten Rufzeichen der Schiffsfunkstelle. Somit wird bei jeder Aussendung die Identität der sendenden Funkstelle angezeigt. In den Funkverkehrskreisen Schiff-Schiff, Schiff-Hafenbehörde sowie Funkverkehr an Bord darf ausschließlich mit 0,5 bis 1 Watt gesendet werden, die Funkgeräte müssen auf diesen Kanälen die Sendeleistung automatisch reduzieren.

## Unterschiede zum Seefunk
Ein wesentlicher Unterschied zum Seefunk besteht darin, dass es keinen einheitlichen "Not- und Anrufkanal" gibt.
Bei einem Notfall ist gemäß Handbuch Binnenschifffahrtsfunk vorzugsweise zunächst
1. die Revierzentrale mit 25 Watt (den entsprechenden Funkkanal des Verkehrkreises Nautische Information entnimmt man dem Handbuch für den Binnenschifffahrtsfunk, regionaler Teil) mit einem MAYDAY-Funkspruch anzurufen, um seitens der Behörden Hilfs- oder Rettungsaktionen zu veranlassen, dann je nach Situation
2. auf dem Kanal 10 (allgemeiner Schiff-Schiff-Kanal) mit max. 1 Watt ein zweiter MAYDAY-Funkspruch abzusetzen, um Hilfe der Schifffahrt anzufordern sowie die umliegende Schifffahrt zu warnen.

## Handfunkgeräte
Wichtig für Sportschiffer ist, dass die Benutzung von Handfunkgeräten nur im Verkehrskreis „Funkverkehr an Bord“ (Kanal 15 und 17) zugelassen ist; dieser wiederum ist auf Kleinfahrzeugen unzulässig. Diese Geräte dürfen also auf Kleinfahrzeugen nur im Seefunkverkehr, nicht aber im Binnenschifffahrtsfunk, eingesetzt werden. Kleinfahrzeuge von Behörden und Organisationen mit Sicherheitsaufgaben sind davon ausgenommen.
Diese Regelung gilt für Deutschland. In anderen Ländern, wie z. B. den Niederlanden, dürfen Handfunkgeräte auch im Binnenfunk verwendet werden.